# Bratislavskaja
Bratislavskaja (in russo: Братиславская) è una stazione della Metropolitana di Mosca, situata sulla Linea Ljublinsko-Dmitrovskaja. Fu inaugurata il 25 dicembre 1996, come estensione sud-orientale della seconda tratta del ramo Ljublinsky.
Prende il nome dalla capitale della Slovacchia, Bratislava, in onore dell'amicizia russo-slovacca. Il tema principale della stazione è stato disegnato dagli architetti A.Orlov e A.Nekrasov. La costruzione è interrotta, nella sua lunghezza, da un vasto spazio vuoto che avrebbe dovuto servire come interscambio futuro con il grande anello, che sarebbe dovuto partire dalla Linea Kakhovskaja. Tuttavia, il programma del grande anello è stato ridisegnato, ed è probabile che il futuro punto di interscambio sia situato a Pečatniki.
L'attuale decorazione architetturale comprende volte da cui scendono le illuminazioni. I pilastri sono ricoperti in marmo turchese, così come i muri; il pavimento è in granito nero e grigio, eccetto nel futuro punto di interscambio, dove è solo grigio. A decorare la stazione vi sono anche quattro medaglioni situati nei quattro punti sopra i pilastri, con viste di Mosca e Bratislava (Castello di Bratislava, Castello di Devín, la residenza del sindaco di Mosca, e la Cattedrale di Cristo Salvatore).
La stazione presenta due ingressi sotto via Pererva e viale Myachkovsky.